# 周式濂
周式濂（？—？），字筱溪，河南濬縣人，清朝官員。

## 生平
咸豐三年（1853年）癸丑科進士。同治三年（1864年），任福建永春知州，同治九年（1870年）任臺灣府北路理番駐鹿港海防同知，同治十年（1871年）五月十三日接替陳培桂，擔任台灣府淡水撫民同知。次年（1872年）調離臺灣。